# Synapse Network Appliance Protocol (SNAP)
Synapse Network Appliance Protocol (SNAP) – protokół komunikacyjny opracowany i rozwijany w firmie Synapse.
Stanowi podstawę dla zintegrowanego standardu sieci bezprzewodowych dostarczanego przez tę firmę, a przeznaczonego dla komunikacji między urządzeniami elektronicznymi. SNAP i rozwiązania oferowane przez Synapse mogą być stosowane w przypadkach, w których zachodzi potrzeba koordynowania pracy wielu urządzeń i wymiany danych między nimi bez zaangażowania w ten proces człowieka, np. budynki inteligentne, systemy alarmowe, koordynacja pracy urządzeń przemysłowych, monitoring urządzeń medycznych itd. Rozwiązania dostarczane przez Synapse są niedrogie we wdrożeniu, proste w instalacji i obsłudze. Do zarządzania siecią stworzone jest odpowiednie oprogramowanie administracyjne Synapse Portal. Aby zaprogramować urządzenia połączone w sieć nie jest konieczna wiedza na temat samego jej działania. Ciągłe monitorowanie również nie jest konieczne, wystarczy aby administrator wyposażony w komputer z aplikacją Synapse Portal tymczasowo podłączył się do sieci i wprowadził pożądane instrukcje określające pracę urządzeń wewnątrz sieci.

## Struktura sieci opartej na SNAP
Sieć oparta na SNAP składa się z Koordynatora, Urządzeń końcowych zawierających Moduł komunikacji bezprzewodowej obsługujący SNAP oraz ewentualnie Repeter'ów (Regeneratorów, Wzmacniaków) [Rys.1, Rys.2]. Kiedy używający protokół SNAP Regenerator czy Urządzenie końcowe zostaje uruchomione jest automatycznie rozpoznawane przez Koordynator i włączane do sieci bez potrzeby ingerencji człowieka. W przypadku zastosowania topologii gwiazdy sieć składa się z Koordynatora oraz Urządzeń końcowych zawierających Moduł komunikacji bezprzewodowej obsługujący SNAP. Zasięg takiej sieci to maksymalnie 5 km.  Aby go rozszerzyć stosuje się tzw. Regeneratory sygnału (Repeatery) oraz topologię drzewa. Maksymalnie istnieje możliwość użycia czterech kolejno po sobie umieszczonych Regeneratorów. Zasięg każdego z nich to 5 km, a więc odległość najdalszego Urządzenia końcowego od Koordynatora osiąga maksymalnie 25 km.
W celu zapewnienia niezawodnego działania routingu stosuje się redundancję w postaci dodatkowego, nieaktywnego routera połączonego w parze z routerem działającym. W przypadku wykrycia uszkodzenia routera podstawowego jego zadania automatycznie przejmuje nadmiarowy, zastępczy router [rys. 3].

## Zalety protokołu SNAP
Podstawową cechą powodującą atrakcyjność protokołu SNAP jest jego szybki, nieskomplikowany kod, który zajmuje mało miejsca w pamięci (ok. 16 kB) i nie wprowadza dużych opóźnień w działaniu sieci. Ponadto ma on nieduże wymagania co do mocy obliczeniowej procesora, dzięki czemu nadaje się do współpracy z niedrogimi, 8-bitowymi mikroprocesorami. Ogromną zaletą jest także to, że zużycie prądu urządzeń wykorzystujących ten protokół może wynosić zaledwie kilkadziesiąt µA, wliczając w to prąd pobierany przez wbudowany nadajnik.